# محاولة انقلاب أوفقير

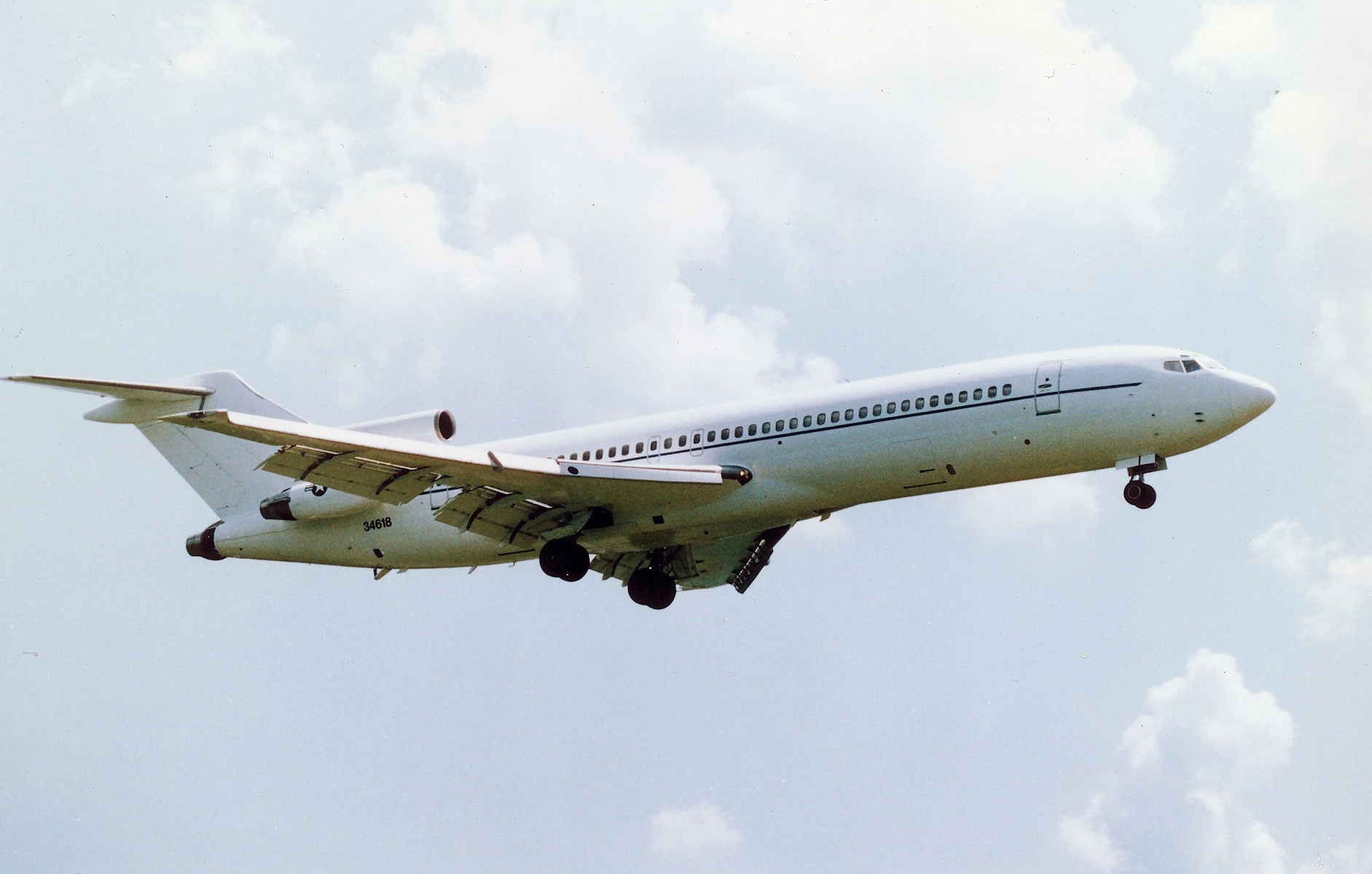
صورة لطائرة بوينغ 727

محاولة انقلاب أوفقير أو عملية بوراق إف 5 هي محاولة جرت في 16 أغسطس 1972م قام بها أفراد من سلاح الجو المغربي لاغتيال الملك الحسن الثاني عن طريق مهاجمة طائرة البوينغ الملكية القادمة من برشلونة.

## سوابق

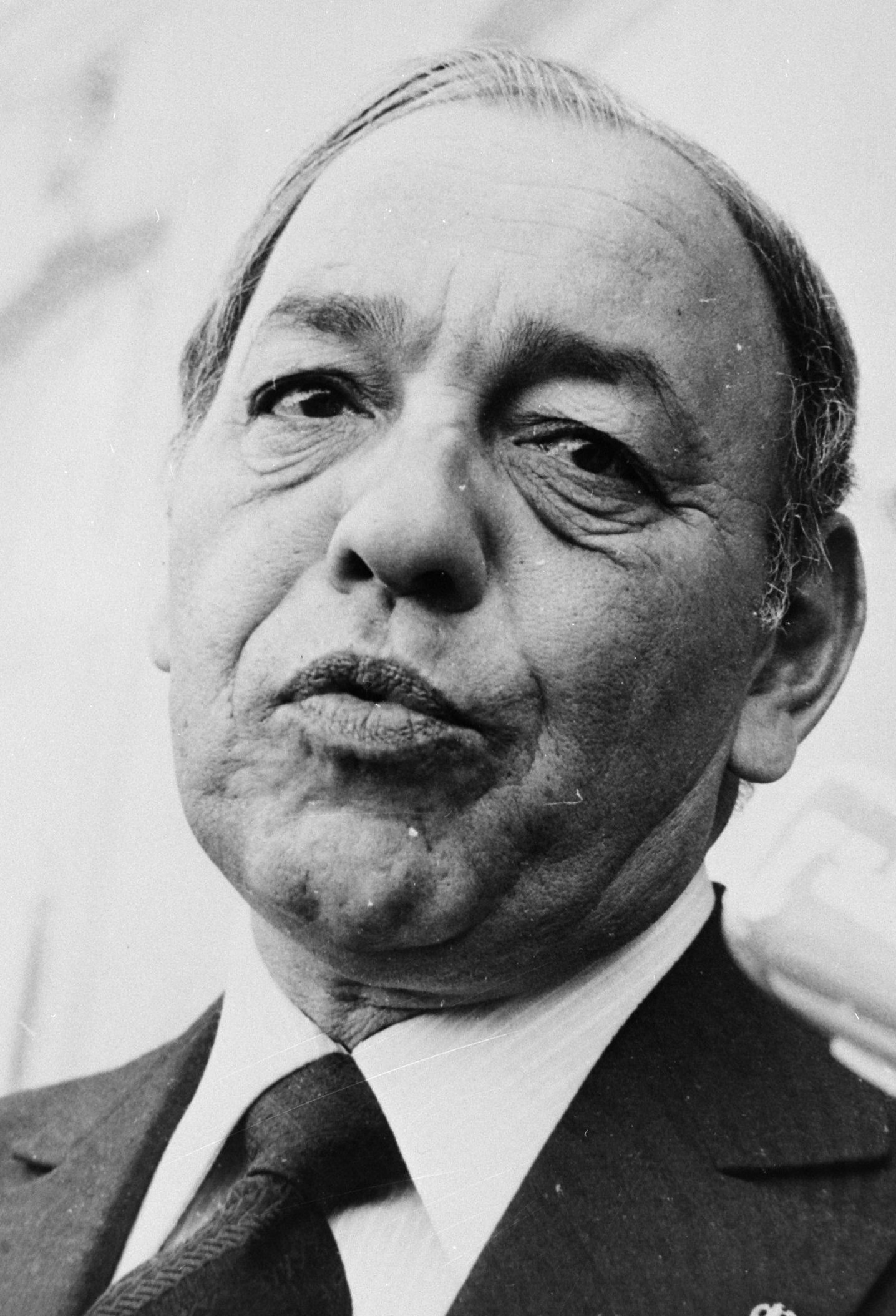
الملك الحسن الثاني ملك المغرب.

بعد فشل انقلاب الصخيرات الذي وقع في يوليو 1971م، كان هدف أوفقير تأسيس حكومة وصاية على ولي العهد. بدأ أوفقير منذ ليلة انقلاب الصخيرات التمهيد لانقلاب جديد، وبدأ يحسن أوضاع القوات المسلحة كزيادة في الأجر، وبناء مسجد داخل القواعد لضمن ولاء الضباط له وليس للملك.

## الاستعداد

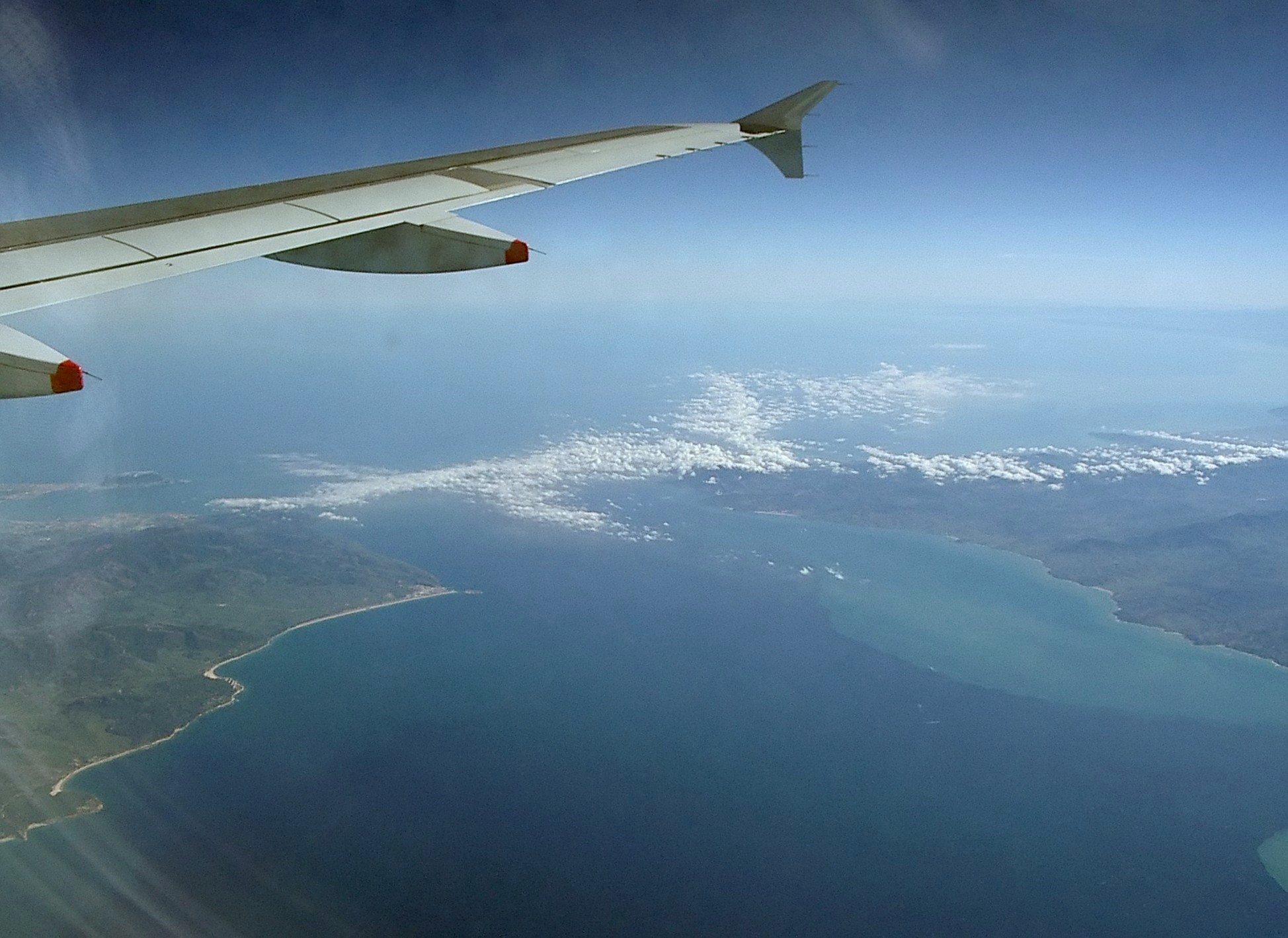
مضيق جبل طارق من الجو

قبل شهر من محاولة انقلاب أوفقير أي في شهر يوليو عيّن الكولونيل أمقران قائد قاعدة القنيطرة الجوية قائدا ثانيا في القوات الجوية الملكية وعين الرائد قويره قائدًا للقاعدة. ثلاثة رجال كانوا قادة الخطة الانقلابية: الجنرال محمد أوفقير (وزير الداخلية والدفاع)، المقدم محمد أمقران ثم الرائد الوافي كويرة. و قبل ثلاثة أسابيع وضع هذا الثلاثي خطة انقلاب عسكري تكون بدايته الهجوم على الطائرة الملكية.
كان يجب على أربع طائرات مجهزة بالقنابل والقذائف أن تحط بمطار طنجة في انتظار «قطع الطريق» على الملك في السماء قبل توجهه إلى أوروبا، لكن في آخر لحظة قرر الحسن الثاني ترك الطائرة وسلك طريقًا مفاجئًا حيث استقل القطار إلى طنجة ثم أخذ الباخرة إلى إسبانيا وهناك أخذ الطائرة ليحط أخيرًا بباريس. صباح الاستعدادات، كان هناك اجتماع طارئ من الثامنة إلى الثانية ظهرًا بمقر قيادة القوات المسلحة الملكية بالرباط يوم 16 أغسطس وقد أشرف عليه الكولونيل حسن اليوسي ليصادق على التعيينات التكتيكية التي اختارها بسرعة قبيل الانقلاب. فبعد أن ترقى أمقران وأصبح رسميا الرجل الثاني في الجيش، عوضه كويرة على رأس القاعدة الجوية بالقنيطرة. التغييرات التي اتخذت بسرعة كان الهدف منها التحكم في الضباط، ومنع باقي القواعد الجوية من التدخل أثناء الانقلاب.

## قصف الطائرة

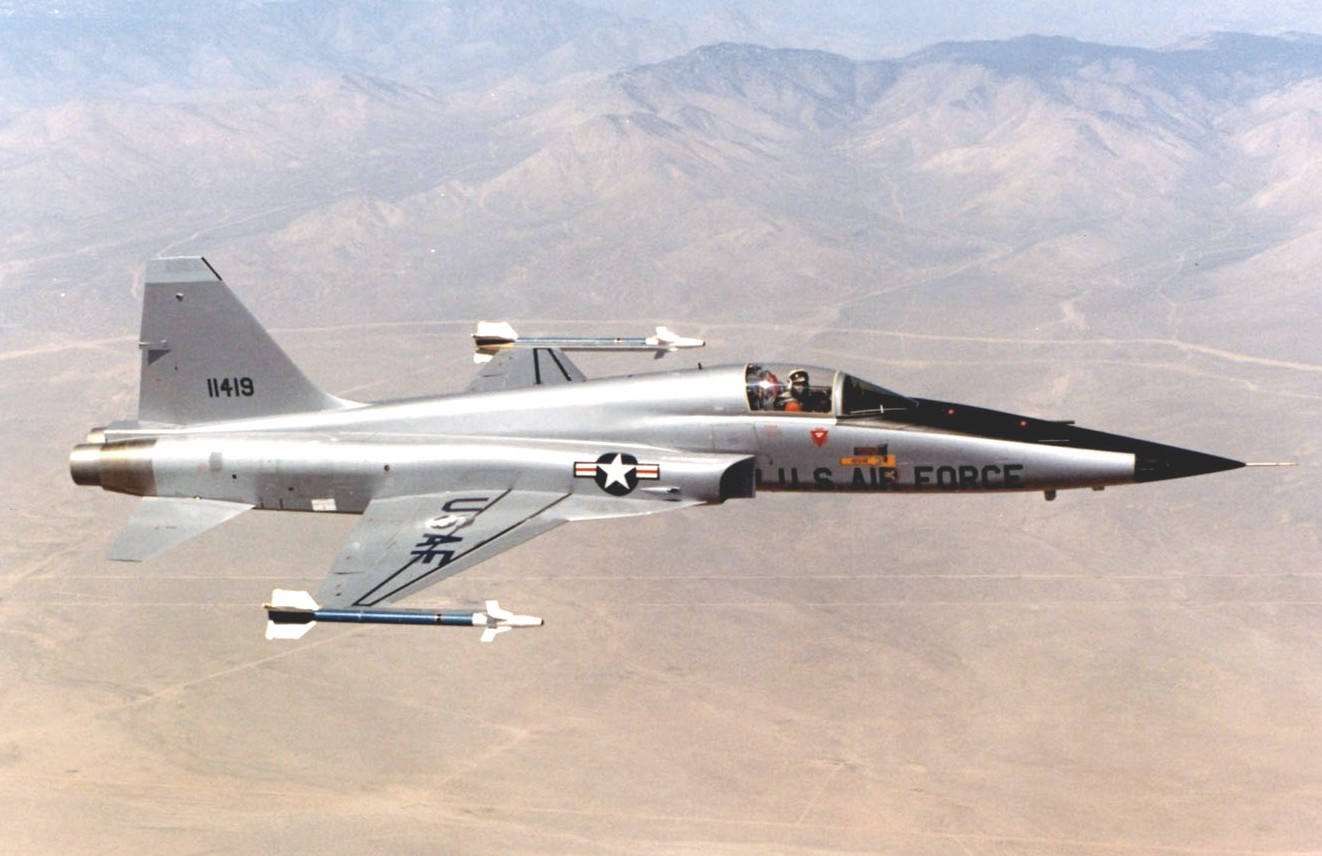
مقاتلة إف 5

كان الملك الحسن الثاني في رحلة إلى باريس منذ 26 يوليو، وتوجه إلى فرنسا في باخرته ولم يدخل المياه الإقليمية الإسبانية بل بقي في المياه الدولية حتى الوصول إلى الجنوب الفرنسي ومن هناك إلى مقر إقامته، لأن العلاقات الإسبانية المغربية كانت متوترة نوعا ما على خلفية ملف الصحراء، وكان الملك ينوي قضاء قرابة شهر من العطلة في فرنسا، لكن بعد رحلة استغرقت 3 أسابيع، أخبرته المخابرات الفرنسية بتحركات في الجيش، فقرر العودة مسرعا، وتوقف بإسبانيا في مطار برشلونة برفقة حاشيته على متن طائرة بوينغ 727، وعقد لقاء مع وزير الخارجية لوبيث برافو، وتوجه بعدها إلى طائرته.
و في المقابل بعد دخوله الأجواء المغربية، أقلعت ست طائرات حربية من طراز إف 5 من قاعدة القنيطرة الجوية لتقابل الطائرة الملكية، في الوقت الذي كان فيه الضباط وضباط الصف مجتمعين في النادي. كان سرب الطائرات، يكونه كويرة، من اليوطنانْ زياد واليوطنان بوخالفْ. أما الطائرات الثلاث الأخرى فلم تكن مسلّحة، وكان في نيّة ربابينها أنهم ذاهبون لخفْر الطائرة الملكية. وقد كانوا يتكونون من اليوطنان دحو، والسرجان شاف بن بوبكر، واليوطنان الدكالي، الذي كان في الطائرة نفسها مع القبطان صالح حشاد. بنية مرافقة طائرة الملك حال دخول الأجواء المغربية. ولكن ثلاثة منها أطلقت عند الساعة 10:16 النيران على الطائرة الملكية، بعد أن أمر الكومندار كويرة الطائرات غير المسلحة بالتنحي جانبا، فلما كان له ذلك، ضغط على الزناد لإطلاق النار، ولكن كمْ كانت دهشته عظيمة حين لاحظ أن أية رصاصة لم تنطلق بسبب عطب غير متوقع حصل في مدافعه، فما كان من الملازميْن زياد وبوخالف، هذا الأخير فضّل ألا يخبره بحقيقة المهمة إلا وهو محلّق بطيارته، وهذا ما أغضب بوخالف كثيرًا رغم قبوله العرْض تلقائيا في اللحظة الحاسمة. فدخلا في المعمعة وبدءا في إطلاق سيْل غزير من الرصاص أصاب حجرة القيادة، كما شهدت بذلك الثقوب في هيكل البوينغْ، تعطل محركان من المحركات الثلاث فيما تحطم المخزن التحتي وأُصيب بدن الطائرة بالتواءات من جراء إطلاق قذائف من عيار 20 ملم. ازدادت دهشة كويرة وهو يرى الطائرة تواصل تحليقها رغم كل ما أصابها، فطلب من صديقيه التنحي ليفسحا له المجال للقيام بعمليته الانتحارية، غير أنه في اللحظة الأخيرة التي اندفع فيها في اتجاه الطائرة الملكية، أقنعه الملازم زياد بالعدول عن نيته بعد أن أخبره أنه لا زال في جعبته ما يكفي من الرصاص لإسقاط الطائرة. فلما حاول تفادي الارتطام المهول، فشل جزئيا في مناورته، حيث خف وزن طائرة إف 5 وغيرت مسارها الفيزيائي لتمر تحت الطائرة الملكية، فتكسر سقف مقاتلته وهو يحتك احتكاكا ببطن البوينغ، مما أرغمه على الضغط في اللحظة الحاسمة على زرّ الانقذاف الأوتوماتيكي بالمظلة، فنزل بعد دقائق بكتف مكسّر في ضواحي سوق الأربعاء حيث ضبطه رجال الدرك هناك، وسلّموه بعد ساعات إلى الملك.
أولت الطائرات المحاربة انتباها خاصا لمؤخرة طائرة الملك، على خلفية أنه يفضل الجلوس عادة في مؤخرة الطائرة، ولكنه لم يكن هناك هذه المرة، فوجدوا أن الأنظمة «الهيدروليكية» للطائرة قد توقفت. وبمعجزة ما لم يصب أحد على ظهر الطائرة بأذى. عاد بوخالف لمهاجمة الطائرة الملكية ليصيب محركها الثاني الذي خرج منه دخان كثيف، وقفز من مقعده هاتفا «أصبتها، أصبتها». أخذت البوينغ تفقد بعضا من علوها. وتعطلت ثلاثة محركات، مما جعل الطائرة تفقد توازنها وتحلق على ارتفاع منخفض.
أبدى قائد الطائرة الملكية الطيار محمد القباج هدوءً مصحوبًا بالخداع في إيقاف الهجوم على الطائرة عند هذا الحد، فأوحى إلى مهندس الطيران في الطائرة بالتحدث عبر الراديو إلى المهاجمين، فقال لهم الأخير أن قبطاني الطائرة قد قُتلا وأن الملك أُصيب بجروح خطيرة في مؤخرة عنقه، المهندس قائلا «فكروا في زوجتي وأطفالي». فانسحب المهاجمون إلى قاعدتهم في القنيطرة للتسلح مجددا فيما اغتنم قائد الطائرة محمد القباج (أصبح فيما بعد قائدا لسلاح الجو) الفرصة في هذه الأثناء، وبعد 20 دقيقة، على الساعة الثانية والنصف ظهرًا، هبط بنجاح بطائرة، بالغة الإصابة، وسط سحب من الدخان في مطار الرباط العسكري، فيما أصبحت أي فرصة لتحرك الملك دون أثر ودون شهود مفقودة لمنفذي الانقلاب.

### قصف مطار الرباط

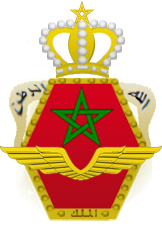
شعار القوات الجوية الملكية المغربية

اتجه الملك من المطار العسكري مباشرة إلى غرفة كبار الزوار بالمطار المدني، حيث قام بتحية حرس الشرف وتحية الشخصيات الكبيرة المصطفة لاستقباله، ثم قضى بعض الوقت في إصدار التعليمات، لينسحب بعدها، وبصورة مرسومة، إلى سيارة صغيرة متوجها إلى الصخيرات على بعد نحو 20 ميلا جنوب الرباط مستعملا طرقا فرعية. وبعد وقت وجيز من مغادرته، حلّق فوق المطار سرب من الطائرات المقاتلة وبدأت في قصف صالة كبار الزوار والمنطقة الخلفية لها، وأطلقوا النيران على موكب الاستقبال الذي كان لا يزال هناك، وهذه من اللحظات التي شهدت معظم الإصابات التي حدثت، فمات 8 وجرح 50 بينهم 4 وزراء. قال الملك بعدها أن الطائرات المقاتلة رأت طائرة البوينغ قادمة نحو المطار حينما أقلعت الأولى بعد إعادة التسلح، ومن المحتمل أن يكون شخص ما بالمطار قد أخبرهم بهبوطها.

### قصف القصر الملكي
غادر الملك المطار فيما غادر الحرس الملكي عائدا للرباط بصورة فوضوية بعد أن احترقت عدة عربات، فظلت سيارات الإسعاف تصرخ في وادي أبي رقراق. ثم هاجم سرب آخر من طائرات ف-5 عند الساعة 50:18 القصر الملكي في الرباط، بالمدفعية الثقيلة وليس بالصواريخ كما ساد الاعتقاد الأول. وهنا أيضا، فإن شخصا ما، مرة أخرى، ومن الواضح، كان على اتصال بسرب الطائرات، ولكنه شخص لم يكن ليعلم أن الملك قد ذهب للصخيرات فيما كان الاعتقاد السائد أن الجنرال محمد أوفقير كان في برج المراقبة بمطار الرباط حتى من قبل إعلان وفاته، إذ لم يكن بين جموع المستقبلين وفق ما هو طبيعي، وقد أعلن الملك الآن أن الجنرال ذهب لبرج المراقبة، فيما ذهب مباشرة بعدها إلى مقر القيادة العليا للجيش دون أن يحيي الملك بعد أن رأى طائرة البوينغ قد هبطت وأن الملك على قيد الحياة.

## فشل الانقلاب
لم يتحقق هدف مدبري المؤامرة بوجود الملك حيا في الصخيرات، فيما عادت الحياة في الرباط وبسرعة إلى طبيعتها بعد دقائق قليلة من القلق التالي لقصف مطار الرباط. استمرت الحركة في تدفقها ولم تعد هناك أي علاقة احتلال عسكري للمراكز الإستراتيجية. ولم يقم الجيش بتحرك مضاد فيما عدا وصول طابور من القوات عند الساعة 00:20 ليحتل قاعدة القنيطرة الجوية ويعتقل طياري الإف-5 الذين كانوا يعدون لهجمة أخرى. وأصبح من الواضح أن الانقلاب قد فشل، وأن الملك ونظام الملكية العلوية لا زال يقود البلاد.
هبطت مروحية مغربية عند الساعة 34:18 بمطار جبل طارق وتحمل نائب قائد سلاح الجو المغربي العقيد محمد أمقران الذي تطوع بالقول أنه عضو في جماعة ضباط قادها أوفقير. تلقى القائم بالأعمال بالسفارة البريطانية في المغرب محادثة هاتفية من احمد الطيبي بن هيمة، وزير الشؤون الخارجية الساعة 10:19 مصحوبة بمعلومات أن مروحية مغربية قد هبطت، أو ستهبط بعد قليل في جبل طارق، وأن طاقمها متورط في عصيان وأن من الأهمية القصوى للدولة المغربية معرفة أسماء الضباط في الحال وأن يُسلَمُوا إلى المغرب.

### قتل أم انتحار أفقير

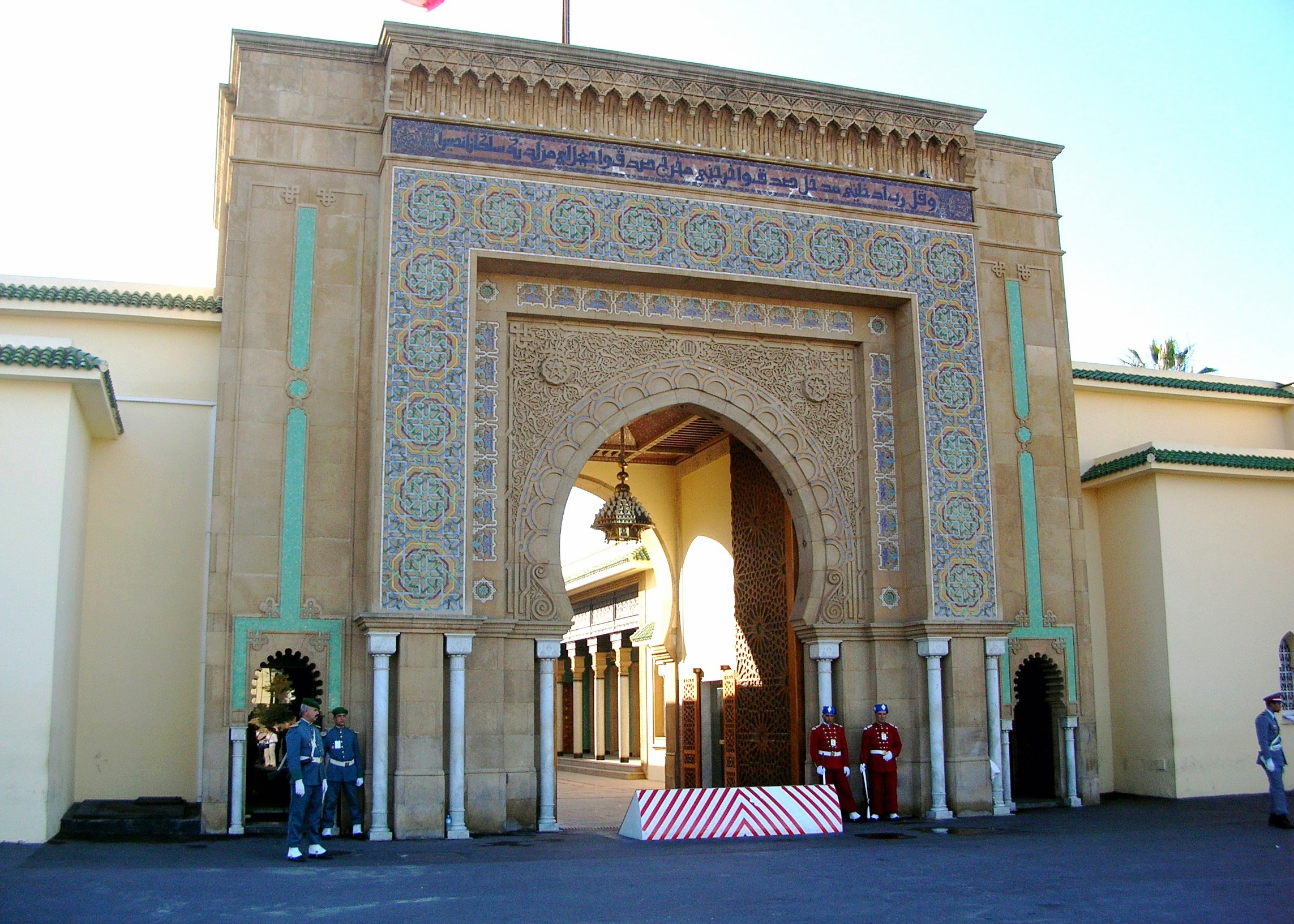
القصر الملكي بالرباط

مات الجنرال أوفقير في وقت ما خلال ليل 16 و17 أغسطس، فهناك روايات متعددة عن مصيره، بعضها يشير إلى أنه قد انتحر بينما تشير أخرى إلى أنه قد نُحر وقال البيان الرسمي أنه انتحر بعد منتصف الليل فيما كان قد اِعتُبِرَ لبعض الوقت الرجل صاحب الولاء الشخصي الكبير للملك، وقد أنهى حياته بسبب أنه فشل في المعرفة المسبقة بهجوم الصخيرات ومن بعد اختياره لطيارين لم يكن يعرف عدم ولائهم. ومن بعد أيضا، وحوالي الساعة 00:02 وبعد أن رأى الملك الرائد كويرة الذي قاد الهجوم والذي تحطمت فيه طائرته F-5، أصبح على قناعة بأن رواية أمقران صحيحة، وأن أوفقير مذنب في تدبير الإنقلاب، فيما بدا أن التحري والتحقيق اللاحق مع الطيارين الآخرين قد أكد كل ذلك. دُفِنَ أوفقير في اليوم التالي باِعتِبَارِه منتحرًا، بلا صلاة، في قريته بوذنيب في النواحي الجنوبية لجبال الأطلس.

## نتائج
وصف الحسن الثاني المؤامرة بأنها حادث عرضي فيما اعترف علنا بأنها تعبر عن فشل أساسي في الحياة السياسية والاجتماعية بالمغرب. وإلى ذلك دعا للوحدة الوطنية، مشيرا إلى نواياه نحو سيطرة حاسمة على الجيش بتولّي قيادته المباشرة بنفسه، مع الاستمرار بحكم شبه دستوري كما مثله دستور مارس 1972. عرف الجيش عملية تنظيف كبيرة باستثناء القوات التي لا يتطرق الشك لولائها وهي الدرك الملكي والقوات المساعدة (المخازنية)، وهي قوات الدعم التقليدية للنظام العلوي.
قبض على الطيارين وعلى من بقي على قيد الحياة من المشاركين في المحاولة الانقلابية وعلى رأسهم قائد سلاح الطيران وقائد قاعدة القنيطرة الجوية وأعدم الكثير من الطيارين والضباط. وحكم على الغالبية بالسجن عشرين عاما قضوا منها ثمانية عشر عاما في سجن تازمامرت.
اعترف أمقران أمام المحكمة أنه «حاول القضاء على الملك وتآمر على النظام» ثلاثة أشهر من قبل، كانت الأحكام ثقيلة ونهائية، اقتيد في 13 يناير 1973 اثنى عشر طيارًا هم (المقدم محمد أمقران، المقدم الوافي كويرة، عبد القادر زياد، حميد بوخالف، عبد العالي المهدي، أحمد بلقاسم، العربي بينوا، الطاهر بحراوي، عبد الرحمان كمون، الحاج العربي، اليزيد ميداوي)، إلى شاطئ شليحات قرب القنيطرة، حيث أعدموا رميا بالرصاص، و 35 ودعوا بالسجن المركزي بالقنيطرة، وثمانية أشهر لاحقا أُلقي بهم في معتقل تازمامارت، أما 117 من الضباط الآخرين فقد تمت تبرئتهم.

## وصلات خارجية
- خبر الانقلاب في التلفزيون الفرنسي على يوتيوب
- صالح حشاد.. محاولة انقلاب أوفقير وسجن تزمامارت ج1
- الكولونيل محمد القباج: "لست أنا من أنقذ الحسن الثاني، بل الملك
- اخطر يوم في حياة الحسن الثاني بالصور والتوقيت و التفاصيل

## بيبليوغرافيا
- كتاب كابازال سجناء تازمامارت وهي مذكرات صلاح حشاد ربان الطائرة بالقاعدة العسكرية بالقنيطرة وعايدة حشاد زوجته، كتبها الكاتب المغربي عبد الحق سرحان.
- كتاب عملية بوراق ف 5: 16 أغسطس 1972 الهجوم على طائرة البوينغ الملكية شهادات للضابط أحمد الوافي جمعها الكاتب والباحث الأدبي فرنسوا تروتي.